# Epiblema sarmatana
Az Epiblema sarmatana a sodrómolyfélék (Tortricidae) családjának epiblema rendjébe tartozó egyik faja.

## Élőhelye
Főbb előfordulási területei Franciaországban, Németországban, Ausztriában Csehországban, Szlovákiában, Romániában, Bulgáriában és a Közel-Keleten, Oroszországban, Kazahsztánban és Kínában vannak.

## Táplálkozása
A lárvák Chamaecytisus virágokkal táplálkoznak..